# Песенец
Песенец — деревня в Шенкурском районе Архангельской области. Входит в состав муниципального образования «Шеговарское».

## География
Деревня расположена в южной части Архангельской области, в таёжной зоне, в пределах северной части Русской равнины, в 38 километрах на север от города Шенкурска, на левом берегу реки Вага. Ближайшие населённые пункты: на юге деревни Пушка, Черепаха и Абрамовская, на севере деревни Пищагинская, Логиновская и Литвиновская
Часовой пояс
Песенец, как и вся Архангельская область, находится в часовой зоне МСК (московское время). Смещение применяемого времени относительно UTC составляет +3:00.

## Население
| 2002 | 2010 | 2012 |
| ---- | ---- | ---- |
| 49   | →49  | ↗51  |

## История
Указана в «Списке населенных мест Архангельской губернии на 1 мая 1922 года» в составе Литвиновского сельского общества Шеговарской волости Шенкурского уезда. В поселении было 7 дворов, 15 мужчин и 16 женщин.